# Schlacht bei Colombey
Weißenburg – Spichern – Wörth – Colombey – Straßburg – Toul – Mars-la-Tour – Gravelotte – Metz – Beaumont – Noisseville – Sedan – Sceaux – Chevilly – Bellevue – Artenay – Châtillon – Châteaudun – Le Bourget – Coulmiers – Amiens – Beaune-la-Rolande – Villepion – Loigny und Poupry – Orléans – Villiers – Beaugency – Nuits – Hallue – Bapaume – Villersexel – Le Mans – Lisaine – Saint-Quentin – Buzenval – Paris – Belfort
Die Schlacht bei Colombey-Nouilly war eine Schlacht des Französisch-deutschen Krieges. Sie fand am 14. August 1870 östlich von Metz in der Nähe zweier Ortschaften statt, nach denen sie benannt ist, des Ortsteils Colombey des Dorfs Coincy sowie des Dorfs Nouilly. In zeitgenössischer Literatur wird aber vorwiegend die Bezeichnung Treffen von Courcelles verwendet. Im französischen Sprachraum ist sie auch als Bataille de Borny oder Bataille de Courcelles bekannt.

## Vorgeschichte

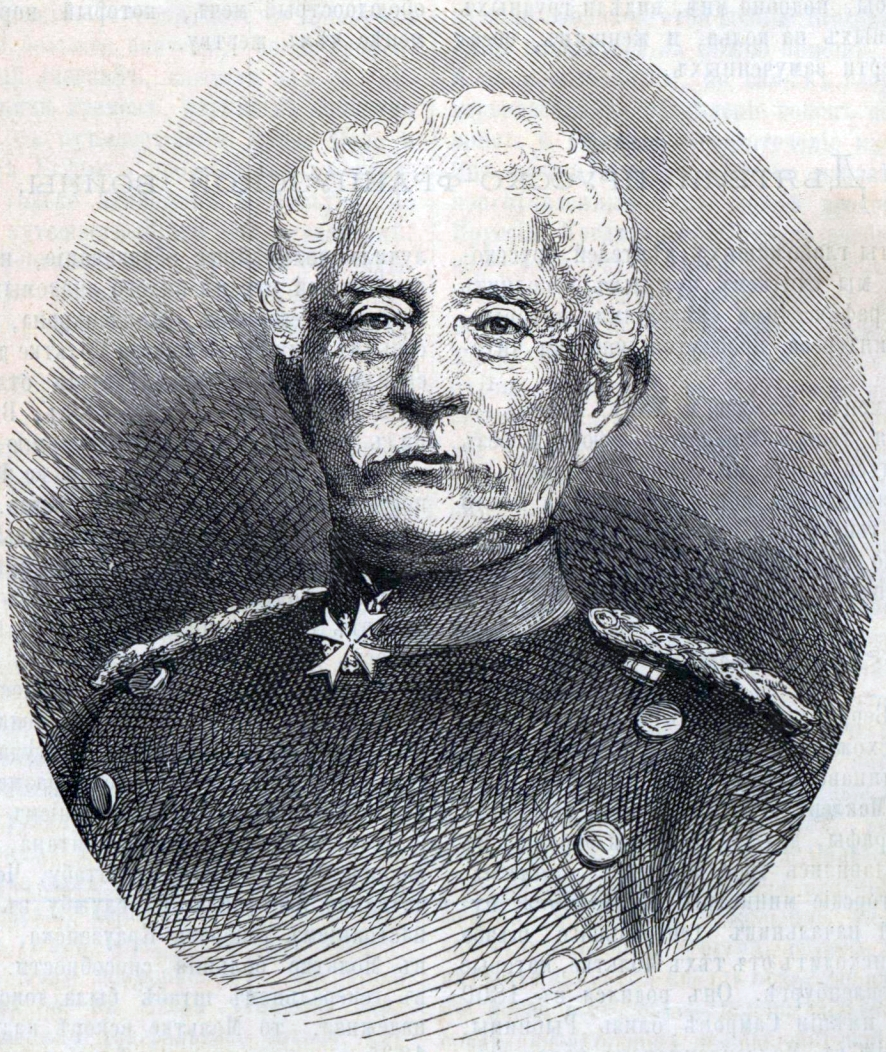
Karl Friedrich von Steinmetz, 1870

Der Oberbefehlshaber der französischen Rheinarmee Marschall Bazaine hatte sich wegen einer drohenden Umfassung durch die deutsche 2. Armee mit fünf Korps von der Grenze auf die Festung Metz zurückgezogen. Bazaine hatte am Abend des 13. August für seine Armee den Befehl erlassen, sich nach Westen über die Mosel zurückzuziehen. Strategisches Ziel war die Vereinigung mit der auf Châlons zurückgehenden Armee unter Marschall Mac-Mahon. Zur Deckung des Überganges an der Mosel sollte das französische Gardekorps unter Bourbaki bei Peltre mit Front nach Südosten sichern. Im östlichen Vorfeld der Festung lagerte das III. Korps unter Decaen auf dem erhöhten Terrain zwischen Grigy, Colombey, Montoy und Nouilly, dahinter nach Norden verlängerte das IV. Korps unter General Ladmirault bis Mey.
Auf deutscher Seite rückte von Osten her die deutsche 1. Armee unter General Steinmetz mit zwei Korps auf Metz heran. Am äußersten rechten Flügel meldete die 3. Kavallerie-Division unter Graf von der Groeben, dass die Franzosen alles Gelände bis zur Festung Diedenhofen geräumt hatten und von Norden her keine Flankenangriffe drohten.

## Verlauf

François Achille Bazaine

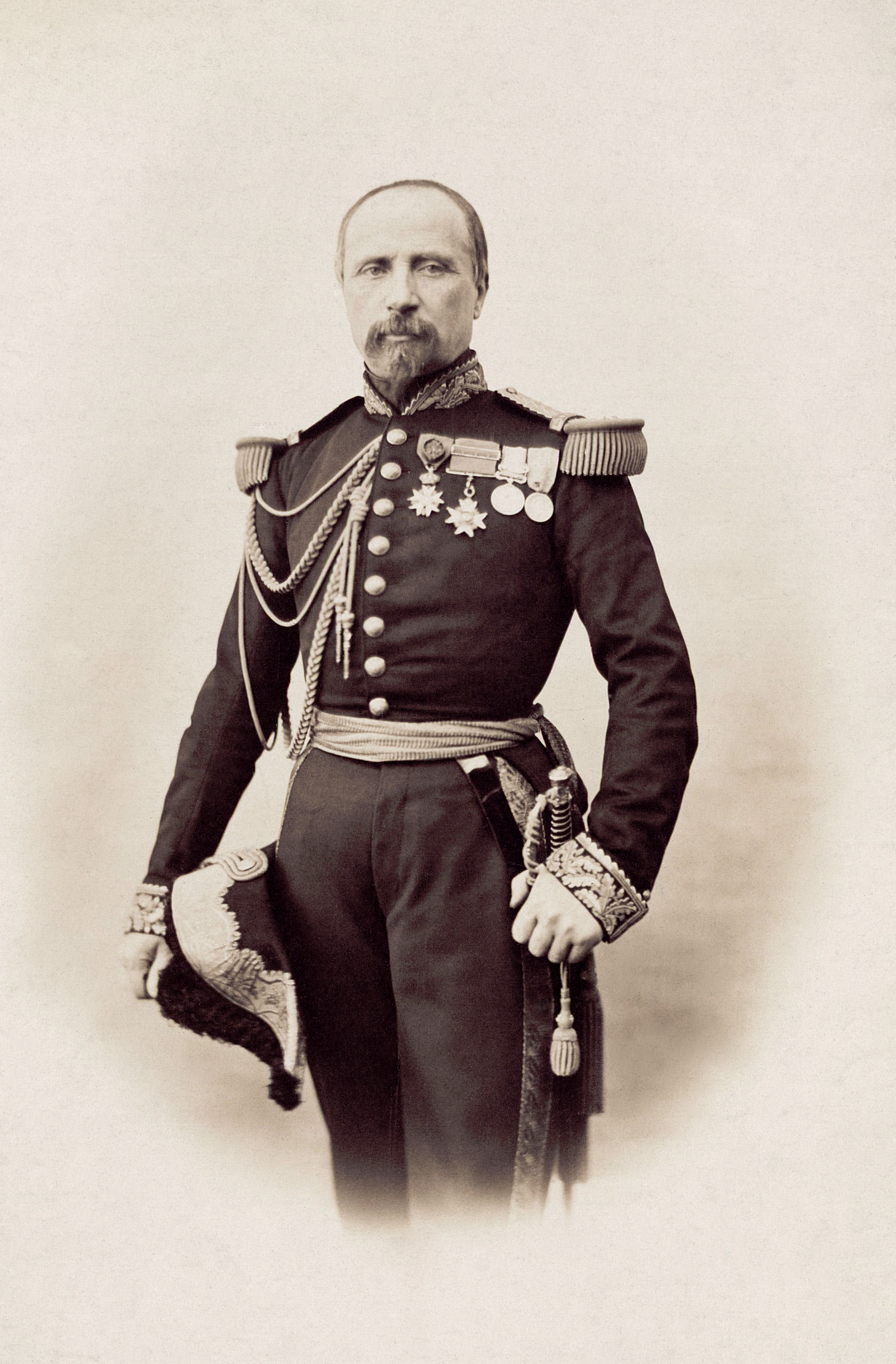
Claude Théodore Decaen, Kommandant des französischen III. Korps

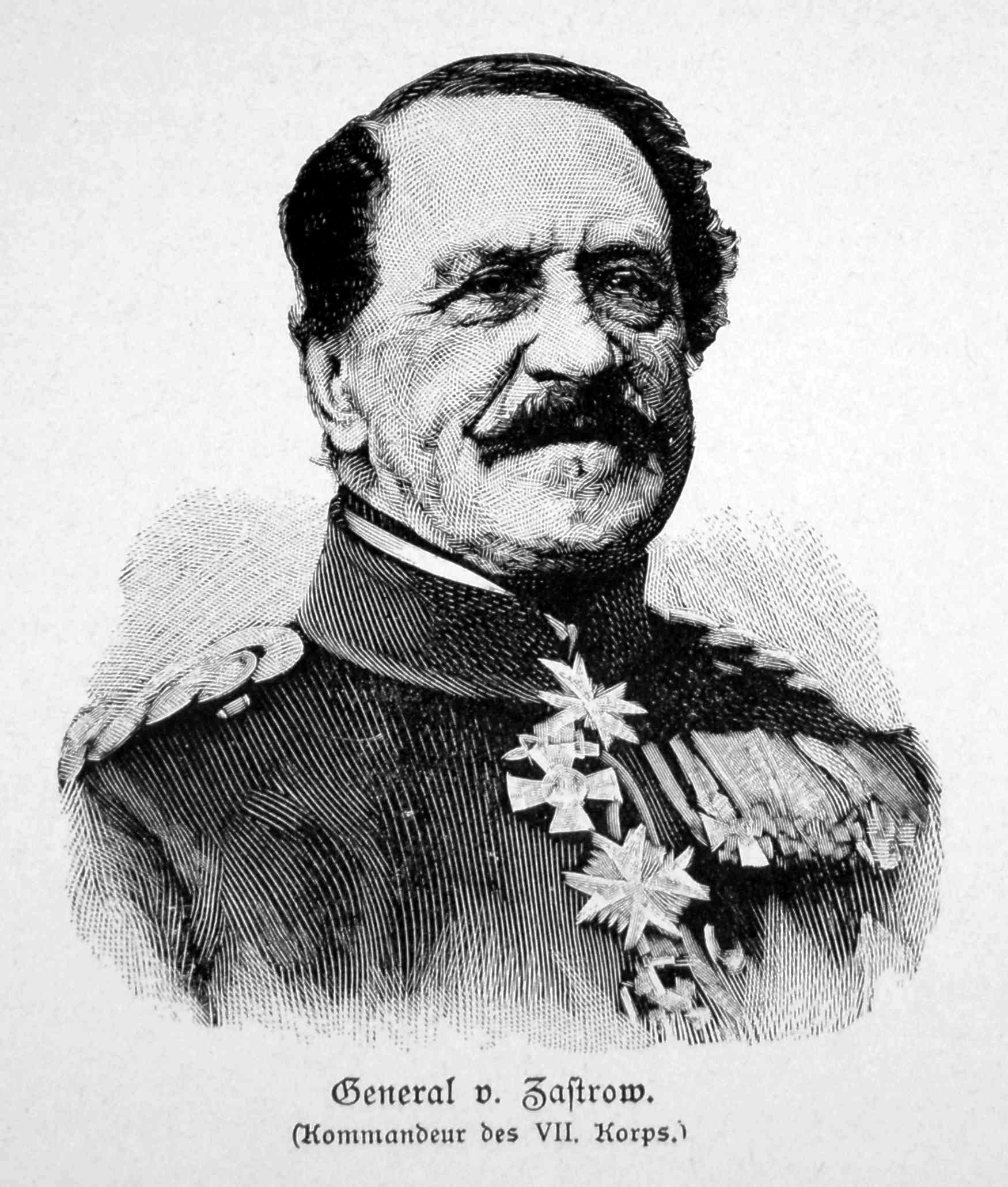
General von Zastrow

Frühmorgens am 14. August begann das französische Heer seinen Rückzug über die Mosel. Das VI. Korps unter Canrobert und das Gros des französischen II. Korps unter Frossard hatten bereits auf das linke Moselufer übergesetzt, als gegen 14:00 Uhr General von Manteuffel sich auf eigene Faust entschied, einen Angriff einzuleiten, um die restlichen französischen Korps am rechten Moselufer festzuhalten. Bazaine stoppte den weiteren Übergang nach Westen und nahm die Schlacht an. Da die Truppen des preußischen I. Armee-Korps noch zurücklagen, sollte das bereits südlicher eintreffende deutsche VII. Korps unter General Adolf von Zastrow den ersten Angriff mit der 13. Division sofort einleiten.
Die Schlacht wurde um 15:30 Uhr mit dem Angriff der 26. Infanteriebrigade unter Generalmajor von der Goltz eröffnet. Bevor Goltz zum Angriff schritt, informierte er die nachfolgende 14. Division unter Kameke sowie auch die Divisionskommandeure des I. Korps von seiner Absicht, um sich im Falle einer feindlichen Übermacht, deren Unterstützung sicher zu sein. Der Angriff war zunächst gegen den Weiler Colombey gerichtet, dort lag den Deutschen die französische 3. Division (General Metman) vom III. Korps gegenüber. Die Franzosen hatten eine durch das Terrain gut geschützte Stellung inne, sodass die Deutschen einen schweren Stand hatten, zumal die Franzosen ihnen auch an Zahl weit überlegen waren. Zwei Bataillone des Infanterie-Regimentes Nr. 15 unter Oberst von Delitz gingen auf Schloss Aubigny vor, die 7. Jäger wurden links über Ars-Laquenexy auf Colombey angesetzt, das Infanterie-Regiment Nr. 55 folgte über Marsilly nach. Im ersten Anlauf wurden Colombey und die Höhe bei dem Wirtshaus La Planchette genommen.
Nach etwa einstündigem Gefecht wurde die Situation für die 26. Brigade bei Coincy kritisch. Dann traf als erste Verstärkung eine leichte Batterie des I. Armee-Korps ein und ging südwestlich Montoys in Stellung. Zwei Batterien der 2. Division fuhren kurz darauf zwischen Montoy und Noisseville auf. Als die 25. Brigade unter General Osten-Sacken auf dem linken Flügel eintraf, war die kritische Lage überstanden. Diese wurde von General Glümer, Kommandeur der 13. Division, auf den linken Flügel gesandt. Als der Kommandierende General des VIII. Armee-Korps, General von Zastrow, auf dem Kampfplatz erschien, sandte er umgehend auch die Vorhut der 28. Brigade unter General von Woyna zur Unterstützung an diesen Abschnitt, die 27. Brigade verblieb in Reserve. Die hart mitgenommene 26. Brigade erhielt die nötige Unterstützung, die 25. Brigade drängte den Gegner nach Borny und dem Gehöft Belle-Croix zurück.

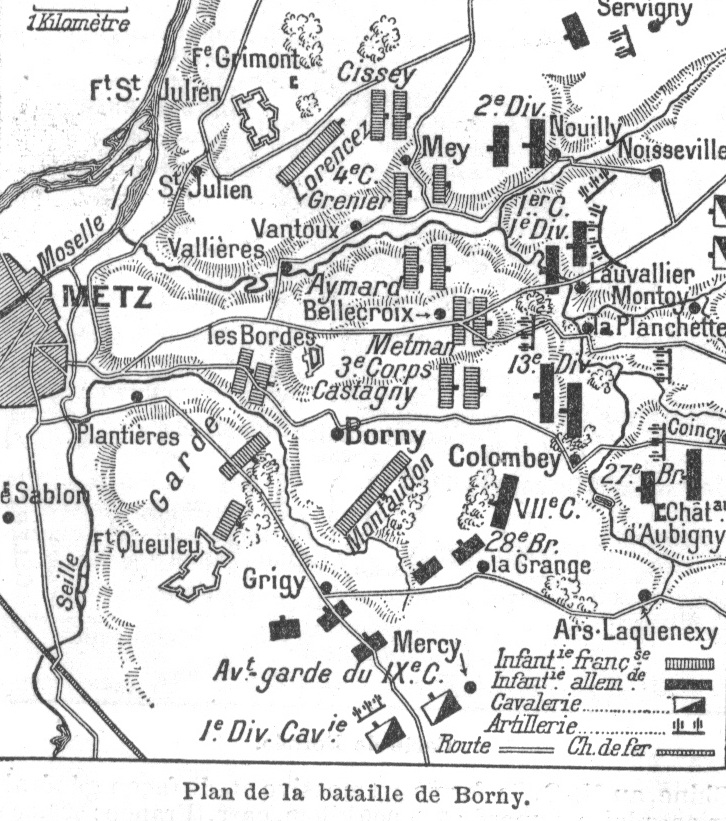
Das Schlachtfeld östlich der Festung Metz

Der linke Flügel des preußischen I. Armee-Korps griff mit der 1. Division unter Generalleutnant von Bentheim gegenüber der französischen Division Grenier zwischen Montoy und Noisseville in die Schlacht ein. Um 17 Uhr wurde Montoy erobert, das Infanterie-Regiment Nr. 43 unter Oberst von Bosse stürmte den Weiler  Lauvallière nach schweren Verlusten. Zwar drangen sie bis Mey vor, mussten aber vor den von General Ladmirault gesendeten Verstärkungen wieder auf Montoy zurückweichen, wo ein dreimaliger Angriff der Franzosen unter großem Verlust abgeschlagen wurde.
Während der Kampf auf den Höhen von Colombey stabilisiert worden war, blieb die Lage der preußischen 2. Division unter General von Pritzelwitz am rechten Flügel um Nouilly bedenklich. Die bedrängte 3. Brigade des Generals von Memerty wurde endlich nach dem Auffahren von 90 Geschützen zwischen Servigny und bis Noisseville entlastet.
Entschieden wurde der Kampf aber erst um 18:30 Uhr, als das Gros des I. Korps und um 18:45 Uhr die 14. Division bei Colombey erschienen. Gleichzeitig war von Süden her die zur 2. Armee gehörige 1. Kavalleriedivision unter General Hartmann und auch die 18. Division unter General von Wrangel vom IX. Armee-Korps gegen die rechte Flanke der französischen Stellung beim Gehöft Mercy le Haut (dt. Mercy bei Metz) vorgedrungen. General Deligny, Kommandeur der 1. Division des Gardekorps, ließ darauf die Brigade unter Brincourt nicht nur den Weiler Grigy, sondern auch die guten Stellungen im Wald von Borny räumen.
Am Nordflügel griff zur Sicherung des rechten Flügels noch in der Dunkelheit das Infanterie-Regiment Nr. 4 den Weiler Villers-l’Orme an. Generalleutnant von Bentheim gelang es nur mit Mühe, die an die französische Division Aymard verlorenen Höhen bei dem Weiler Lauvallière mit zusammengewürfelten Teilen der Infanterie-Regimenter Nr. 3., 4., 43. und 44 noch während der Dunkelheit zurückzuerobern.

## Folgen
Die Franzosen zogen sich unter den Schutz der Forts von Metz zurück. Auch General von Steinmetz befahl, da er über keine Kräfte zur Verfolgung verfügte, den Rückmarsch der Truppen in die Ausgangsstellungen, er erlaubte aber Teilen mit Rücksicht auf die Verwundeten das Verbleiben auf dem Schlachtfeld. Der Erfolg für die Deutschen bestand darin, dass die Franzosen in ihrem Marsch auf das linke Moselufer aufgehalten wurden, wodurch die eingeleitete Umgehung derselben nach den Schlachten von Mars-la-Tour und Gravelotte durch die südlicher umfassende 2. Armee ermöglicht wurde.
Der Gesamtverlust der Deutschen betrug ca. 5000 Mann (davon 1189 Tote, 3590 Verwundete und 127 Vermisste), der der Franzosen nur 3600 Mann (377 Tote, 2641 Verwundete, 490 Vermisste), was sich aus der gedeckten Stellung der Franzosen erklärt. General Decaen starb am 17. August an seinen Wunden, worauf das französische III. Korps von General Lebœuf kommandiert wurde.